# Саптари (район)
Саптари (непальск. सप्तरी जिल्ला) — один из 75 районов Непала. Входит в состав зоны Сагарматха, которая, в свою очередь, входит в состав Восточного региона страны. Административный центр — город Раджбирадж.
Граничит с районом Сираха (на западе), районом Удаяпур (на севере), районом Сунсари зоны Коси (на востоке) и индийским штатом Бихар (на юге). Площадь района составляет 1363 км².
Население по данным переписи 2011 года составляет 639 284 человека, из них 313 846 мужчин и 325 438 женщин. По данным переписи 2001 года население насчитывало 570 282 человека. 85,73 % населения исповедуют индуизм; 10,57 % — ислам; 5,54 % — буддизм.